# 反潜直升机
反潜直升机是在航空母舰、驱逐舰、护卫舰等大中型舰艇上起飞和降落，专门负责攻击敌方潜艇和中小型军舰的一种直升机。反潜直升机的武器一般有反舰导弹、鱼雷和深水炸弹等武器，依靠直升机自身的雷达和声呐探测系统或母舰上的雷达系统探测潜艇，是军舰消除水下危险的重要武器。

## 作業方式

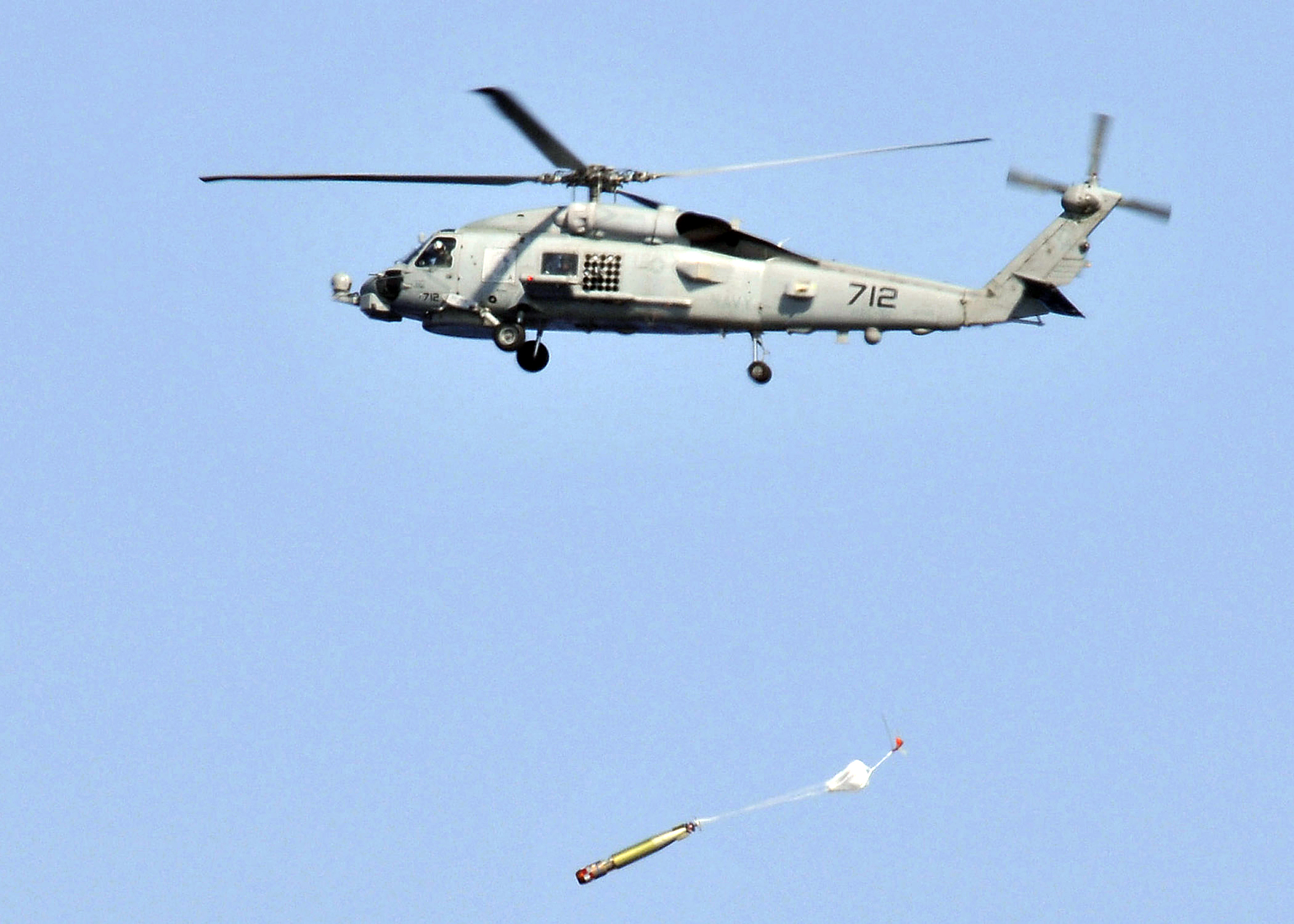
美國海軍SH-60B直升機正在投下一枚Mk 46型魚雷

直升機成為成熟的軍用飛機之後，也加入反潛作戰的行列。直升機可以從陸上機場或者是水面艦艇上操作，任務彈性高過海上巡邏機。在搜索與標定潛艇的工作上，直升機能夠懸置在同一地點一段時間，有效提升對潛艇的追蹤能力。直昇機可以從中型噸位以上的水面艦艇上起降，擴大對水面艦艇與船團的保護與對潛艇的壓力。
反潛直升機是在航空母艦、驅逐艦、護衛艦等中大型艦艇上起飛和降落，專門負責攻擊敵方潛艇和中小型軍艦的一種直升機。反潛直升機的武器一般有反艦飛彈、魚雷和深水炸彈等武器，依靠直升機自身的雷達和聲吶探測系統或母艦上的雷達系統探測潛艇，是軍艦消除水下危險的重要武器。
反潛直升機可以利用滯懸停留在空中，利用這項特性，反潛直升機還可以利用沉浸聲納協助搜索和追蹤。直升機會在接近海面的高度，將沉浸聲納放入水面下監視可疑的訊號。由於沉浸聲納的靈敏度比聲納浮標要高，偵測的效果也比較好，但是無法在同一時間於多地點搜索訊號與定位，這是反潛直升機的一項特點。

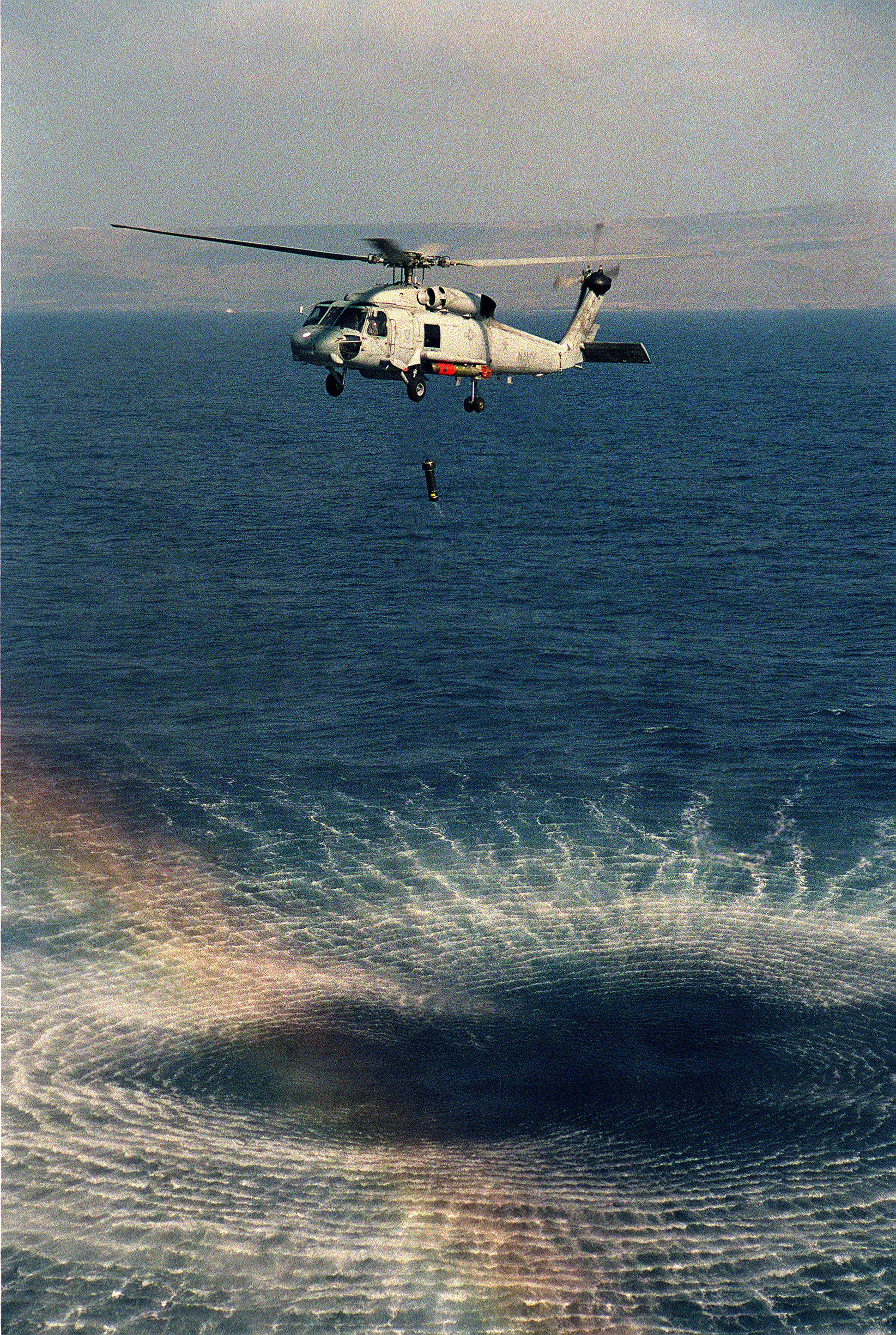
在SH-60直升機下放的就是沉浸聲納

## 現役主要型號

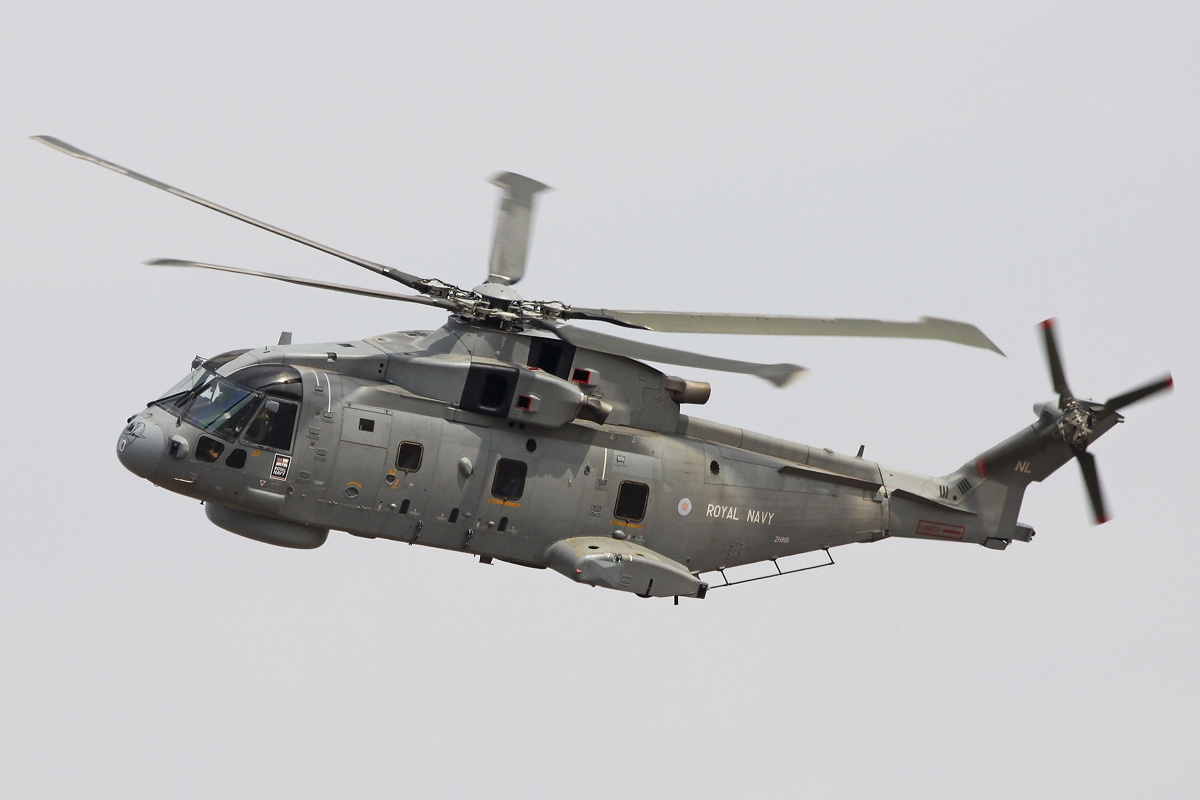
英國皇家空軍的梅林HM1
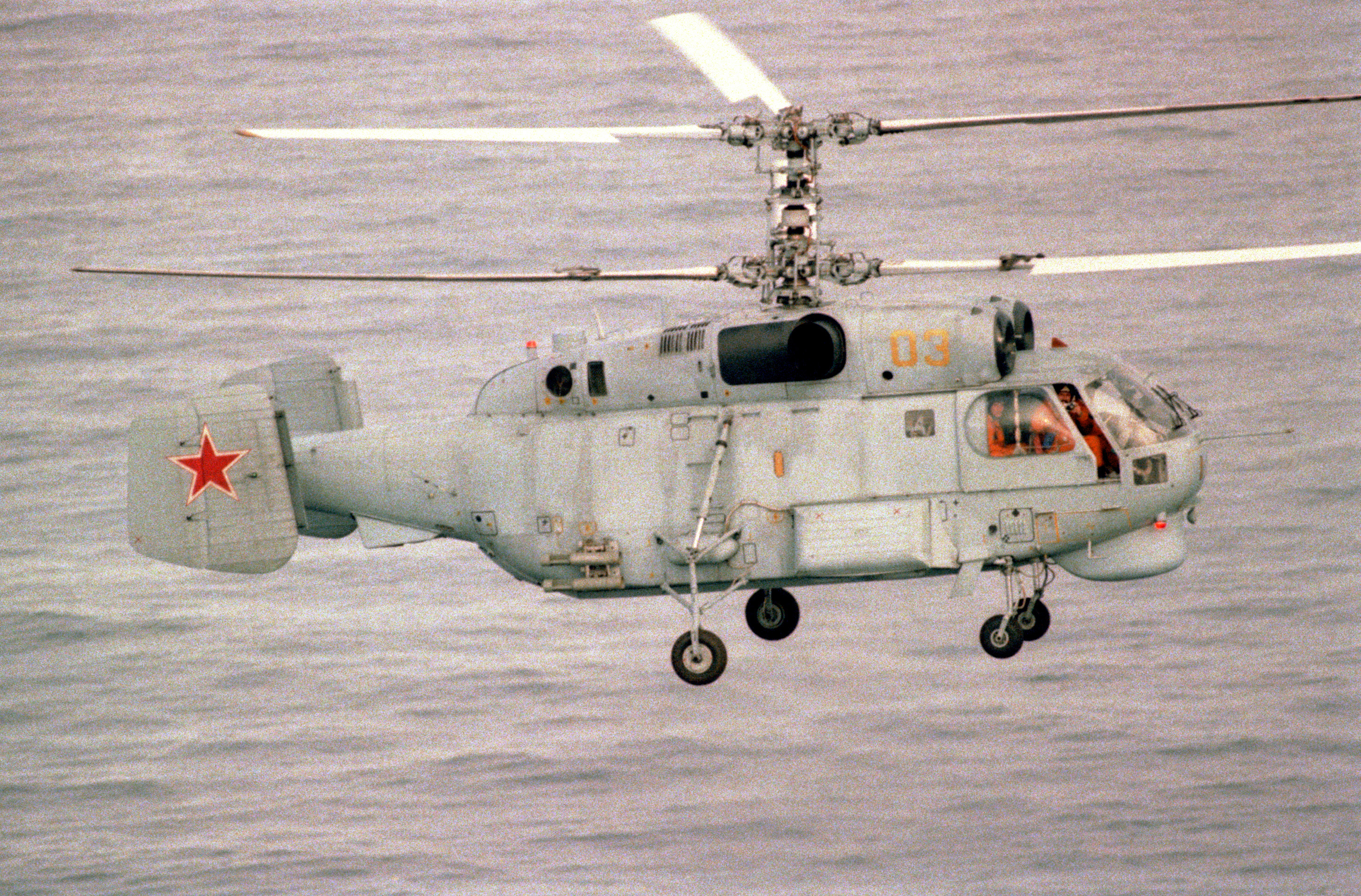
俄羅斯海軍的Ka-27PL
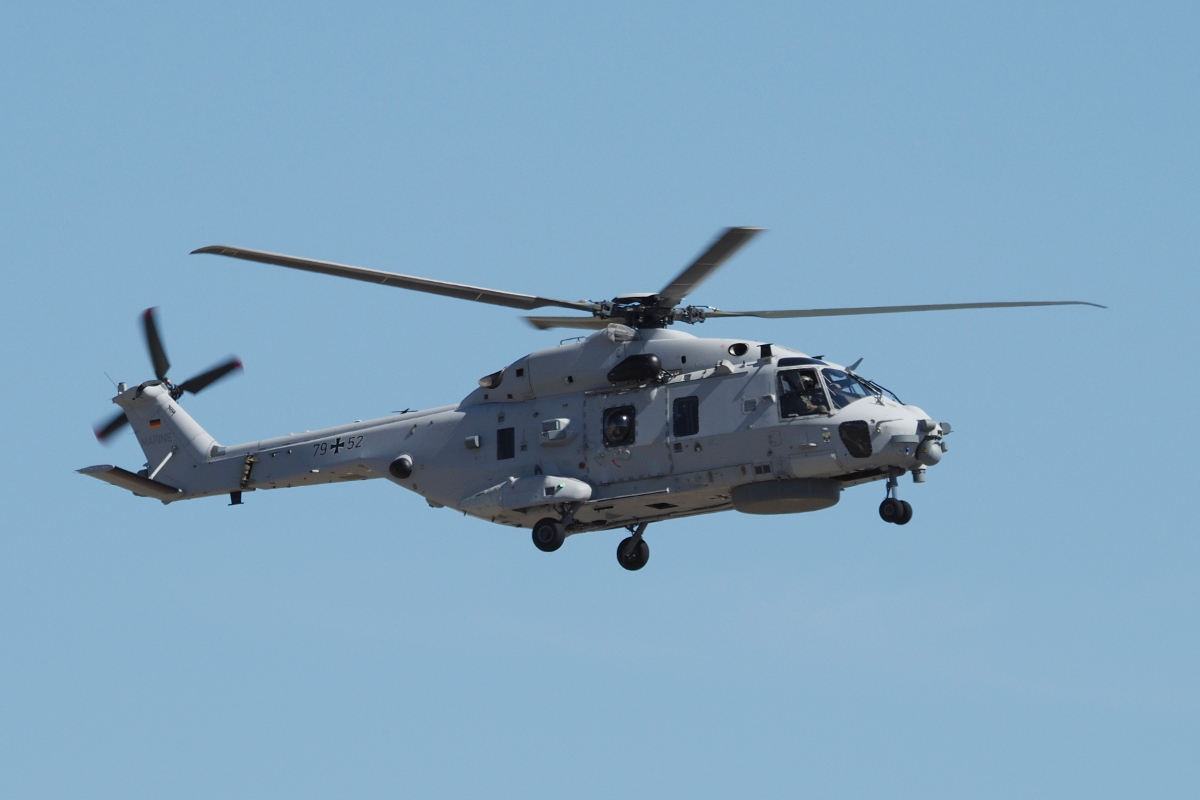
德國聯邦國防軍海軍的NH90NTH
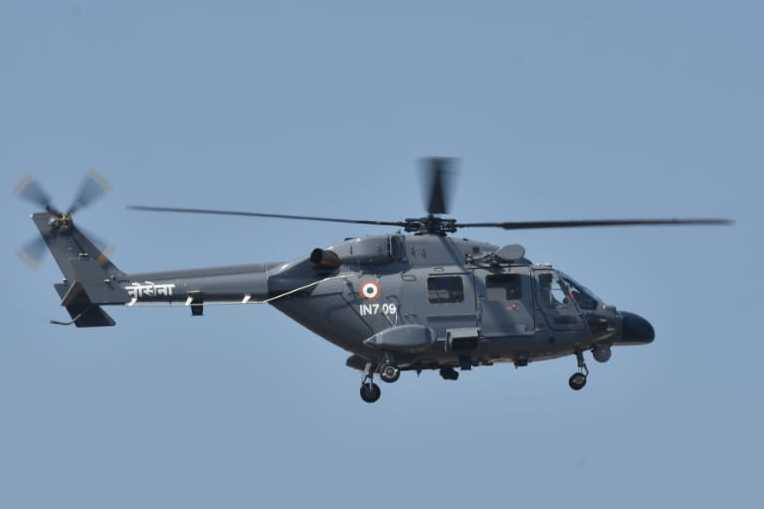
北極星直升機Mk3

- AW101
- Mi-14PL
- 直-18F
- CH-148（英语：Sikorsky CH-148 Cyclone）
- Ka-27
- NH90
- SH-60海鷹直升機
- 直-20F
- 三菱H-60（英语：Mitsubishi H-60）
- SH-3海王直昇機
- SH-2G（英语：SH-2G）
- AW159（英语：AW159）
- 北極星直升機
- 韦斯特兰山猫直升机
- AS565（英语：AS565）
- 直-9F